# Centros de Integración Juvenil
Centros de Integración Juvenil (CIJ) es una asociación civil mexicana no lucrativa, que está incorporada al Sector Salud. Fue fundada en 1969, con el objetivo de atender el consumo de drogas entre los jóvenes, que en aquel entonces era apenas un incipiente problema de salud pública.
Centros de Integración Juvenil se dedica a la investigación y enseñanza en materia de adicciones. Hoy en día cuenta con centros de atención en todos los estados de la República Mexicana, incluyendo la Ciudad de México, teniendo un total de 117 centros de atención, tratamiento y prevención.

## Historia
Centros de Integración Juvenil (CIJ) es una asociación civil no lucrativa, que está incorporada Sector Salud, y fue fundada en 1969, por Kena Moreno. Sin embargo, es hasta el 2 de octubre de 1973, cuando CIJ logra constituirse como asociación civil bajo el gobierno de una Asamblea General de Asociados y un Patronato Nacional, integrados por destacadas personalidades de la comunidad con gran interés en la labor institucional. Para el año de 1982, quedaría sujeta a la Secretaría de Salud, además de que se regiría por la normatividad del gobierno federal.
Desde entonces la dirección, administración y representación legal de la asociación está a cargo del Patronato Nacional, órgano ejecutivo de la Asamblea General de Asociados.
Centros de Integración Juvenil se dedica a la prevención, tratamiento, rehabilitación y la investigación del consumo de drogas.

## Programas
El trabajo de Centros de Integración Juvenil, se divide en cuatro programas: prevención, tratamiento, enseñanza e investigación.

### Prevención
En lo que se refiere al programa de prevención, CIJ ha trabajado con la implementación del programa preventivo llamado “Para vivir sin adicciones” , el cual pretende promover factores contrarios al uso y abuso de drogas legales e ilegales a través de tres niveles de atención especializada, mediante el fortalecimiento de valores, creencias, actitudes, habilidades, competencias, prácticas y recursos sociales acordes a la etapa de vida, que faciliten el desarrollo y el afrontamiento de riesgos asociados al uso de drogas.
La manera en que CIJ, diseña sus intervenciones depende de las características de la población con la que están trabajando (edad, sexo, etapa de desarrollo, escolaridad, ocupación) y del contexto (características socioculturales y condiciones de vulnerabilidad). De igual manera los servicios preventivos se proporcionan a diferentes grupos poblacionales (mujeres embarazadas, niños y niñas en edades tempranas, jóvenes, madres y padres de familia, adultos mayores, etc.).
De igual manera, la asociación cuenta con especialistas de la salud como psiquiatras, psicólogos, médicos generales, enfermeros y trabajadores sociales, por lo que el trabajo se realiza de manera integral tratando de llegar al origen del problema y de tener una posible solución para trabajar y llegar a ella.
La manera en que realizan este programa de prevención se divide en tres niveles:
- Universal: dirigida a toda la población, principalmente jóvenes y sus familias, mediante sesiones de información, orientación y capacitación.
- Selectiva: dirigida a la población potencialmente vulnerable, y se enfoca en el entrenamiento en habilidades para la vida que permitan a la persona afrontar las situaciones de riesgo.
- Indicada: dirigida a usuarios que ya experimentan con drogas.

Es importante mencionar, que en el nivel de prevención indicada, el paciente debe de asistir por voluntad propia el tratamiento consiste en diferentes terapias médicas, psicológicas y de reinserción social, además de dar atención a la familia.

### Tratamiento
El tratamiento va dirigido a personas que ya han experimentado con las drogas, tabaco o alcohol. El tratamiento puede ser mediante consultas externas con especialistas o por medio de la hospitalización.
El objetivo de los tratamientos es promover cambios saludables, tanto de comportamiento como de estilo de vida. La idea es acentuar la percepción de riesgo ante el consumo de drogas.
La atención que se brinda es para cualquier edad, la única condición es la presencia de problemas del consumo de drogas.

### Enseñanza
El objetivo del área de enseñanza es capacitar, actualizar, especializar y formar en materia de adicciones a los profesionales de Centros de Integración Juvenil y de otras instituciones interesadas en el tema. El objetivo de esta área es impartir cursos de capacitación, formación y actualización en materia de adicciones a los profesionales de la salud de los Centros de Integración Juvenil mediante programas académicos para contribuir en el desarrollo de la institución y el logro de sus objetivos.

### Investigación
El fenómeno de las adicciones, no es estático. De acuerdo con Antonio Mazzitelli, representante de la Oficina de Naciones Unidas contra la Droga y el Delito: “Las drogas hacen daño, independientemente de la postura ideológica que tengamos. Al año mueren 200,000 personas por consumo de drogas". Por otro lado, Silvia Cruz, investigadora del Cinvestav, aseguró que hay evidencia social de que el consumo de drogas es previsible, además de que la carga social, económica y de desarrollo es enorme, por lo tanto es de suma importancia investigar sobre el tema.
El problema de drogadicción es de salud pública presenta cambios cuantitativos y cualitativos que deben ser analizados para comprenderlo y elaborar programas de prevención y tratamiento acordes con sus nuevas particularidades. Debido a esto, Centros de Integración Juvenil tiene el propósito de generar información objetiva, oportuna y actualizada para el desarrollo de los programas de prevención y tratamiento, se realizan investigaciones epidemiológicas, clínicas, psicosociales y de evaluación.
Las investigaciones que desarrolla la institución comprenden:
- Estudios epidemiológicos del consumo de drogas entre los pacientes de primer ingreso a tratamiento en CIJ.

- Investigaciones clínicas.

- Investigaciones psicosociales.

- Estudios de evaluación cualitativa de los servicios institucionales.  Estos estudios no solamente son de utilidad para CIJ, sino para otros organismos públicos y privados que atienden las adicciones.

Es importante mencionar que estas investigaciones no solamente son de utilidad para el para CIJ, sino también para otros organismos públicos y privados que atienden las adicciones.

## Estadísticas de atención
En el año 2014, Centros de Integración Juvenil informó que hubo un aumento del consumo de marihuana entre los usuarios que acuden a tratamiento para adicciones en la República Mexicana, así lo afirmó Carmen Fernández, directora general de los Centros de Integración Juvenil: "La marihuana ha rebasado al consumo de tabaco en los usuarios que acuden a los Centros de Integración Juvenil en demanda de tratamiento, tenemos el reporte que muchos de los jóvenes están consumiendo en fiestas, ligado a la recreación, alcohol y mariguana." De igual manera, mencionó que anteriormente los pacientes llegaban por consumo de crack, cocaína o  metanfetaminas, pero ahora la marihuana es la droga problema en más del 40% de los usuarios que buscan tratamiento.
Entre los Estados donde los Centros de Integración Juvenil detectaron más consumo de marihuana figuran: Aguascalientes, Baja California Sur, Colima, Chiapas, Chihuahua, Ciudad de México, Guerrero, Estado de México, Michoacán y Morelos.
En el año 2015, se atendieron a 10.5 millones de personas en todos los centros de atención de la institución. Además de que participaron 8 mil 700 voluntarios. Y la prevención en escuelas llegó a una cifra de 9 millones 309 mil atenciones.

## Convenios con instituciones
Centros de Integración Juvenil tiene alianza con diversas instituciones tanto públicas como privadas, entre las que destacan escuelas como la Universidad Anáhuac, la Universidad de Xalapa, la Universidad Tecnológica de la Riviera Maya, la Universidad Nacional Autónoma de México y el Tecnológico de Monterrey.
De igual manera tienen convenios con instituciones públicas como ISSSTE e IMSS.

## Centros de atención
Centros de Integración Juvenil cuenta con 117 centros de atención, tratamiento y prevención. En todos los estados de la República Mexicana, además cuenta con 12 centros de internamiento u hospitalización ubicados en Baja California, Chihuahua, Nuevo León, Jalisco, Sinaloa, Guerrero, Chiapas, Estado de México (2), Ciudad de México y Zacatecas (2).

## Transparencia
A través del portal de transparencia, cualquier ciudadano puede acceder a datos públicos, la ciudadanía ha podido corroborar que, efectivamente Centros de Reintegracion Juvenil en el año de 2020 se destinarán más de 76 millones de pesos de un presupuesto anual de más de 800 millones de pesos para la construcción de dos unidades de hospitalización una en Mérida y otra para mujeres en Iztacalco en la Ciudad de México, lo cual es una excelente noticia para los programas de rehabilitación, sin embargo la falta de proyección y aún muchos estigmas que recaen sobre las personas adictas, impiden que se desarrollen e implementen programa de reducción de daños, los documentos presentados por parte de la CONADIC en su página de internet sobre el tema, no son otra cosa más que una traducción de programas de reducción de daños de otros países que se encuentran en un contexto abismalmente distinto.

## Nuevas políticas en pro de la Salud Mental
La labor de los Centros de Reintegración Juvenil es parte fundamental de un problema muy serio de salud mental que atraviesa nuestro país, las psicosis por consumo de metanfetaminas entre menores va en aumento, la moderización de un gobierno en cuanto a políticas en pro de la salud mental conlleva aceptar el hecho de que el paciente adicto tiene un 2% de posibilidades de rehabilitarse tras un único internamiento y ahí es donde toma gran importancia la implementación de un programa de reducción de daños permanente.